# Модерна гаража у Београду
Модерна гаража у Београду се налази у улици Мајке Јевросиме 30, представља карактеристичан споменик техничке културе времена у коме је настао и непокретно културно добро као споменик културе.
Зграда Модерне гараже изграђена је 1929. године као прва модерна гаража у центру града, по пројекту руског архитекте Валерија Сташевског који је пројектовао академску грађевину са елементима постсецесије. У њој су били смештени и аутомобили учесника прве београдске међународне аутомобилске и мотоциклистичке трке, одржане 3. септембра 1939. године. Објекат је саграђен у виду хале, јединственог унутрашњег простора, са фасадом која је конципирана симетрично у односу на монументално обрађен улаз над којим се налазе скулптуре. На бочним крилима наглашена је вертикалност удвајањем прозора по висини како би се добио утисак спратног објекта.
Значај објекта проистиче из чињенице да је зграда Модерне гараже први објекат такве врсте не само у Београду, већ и на Балкану, да је по техничким могућностима био истовремен сличним објектима у Западној Европи, да су у њему сачувани значајни пнеуматски алати и да је био центар ауто-спорта у Београду.